# بازیافت در استرالیا

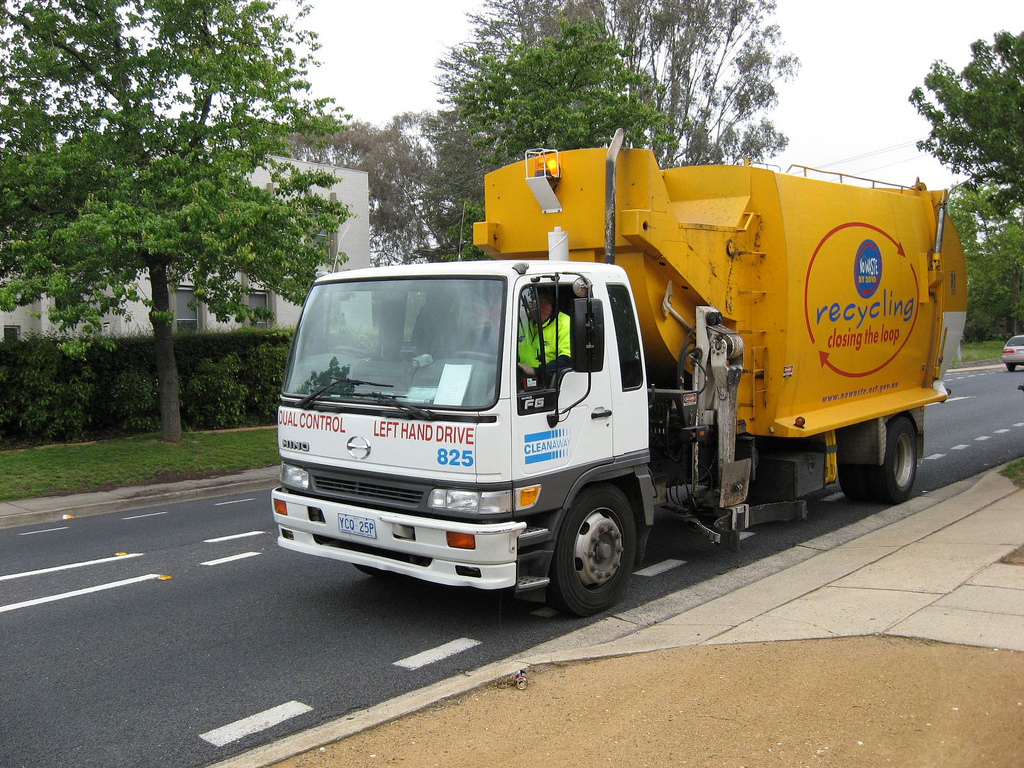
یک کامیون بازیافت در کانبرا، سال ۲۰۰۷

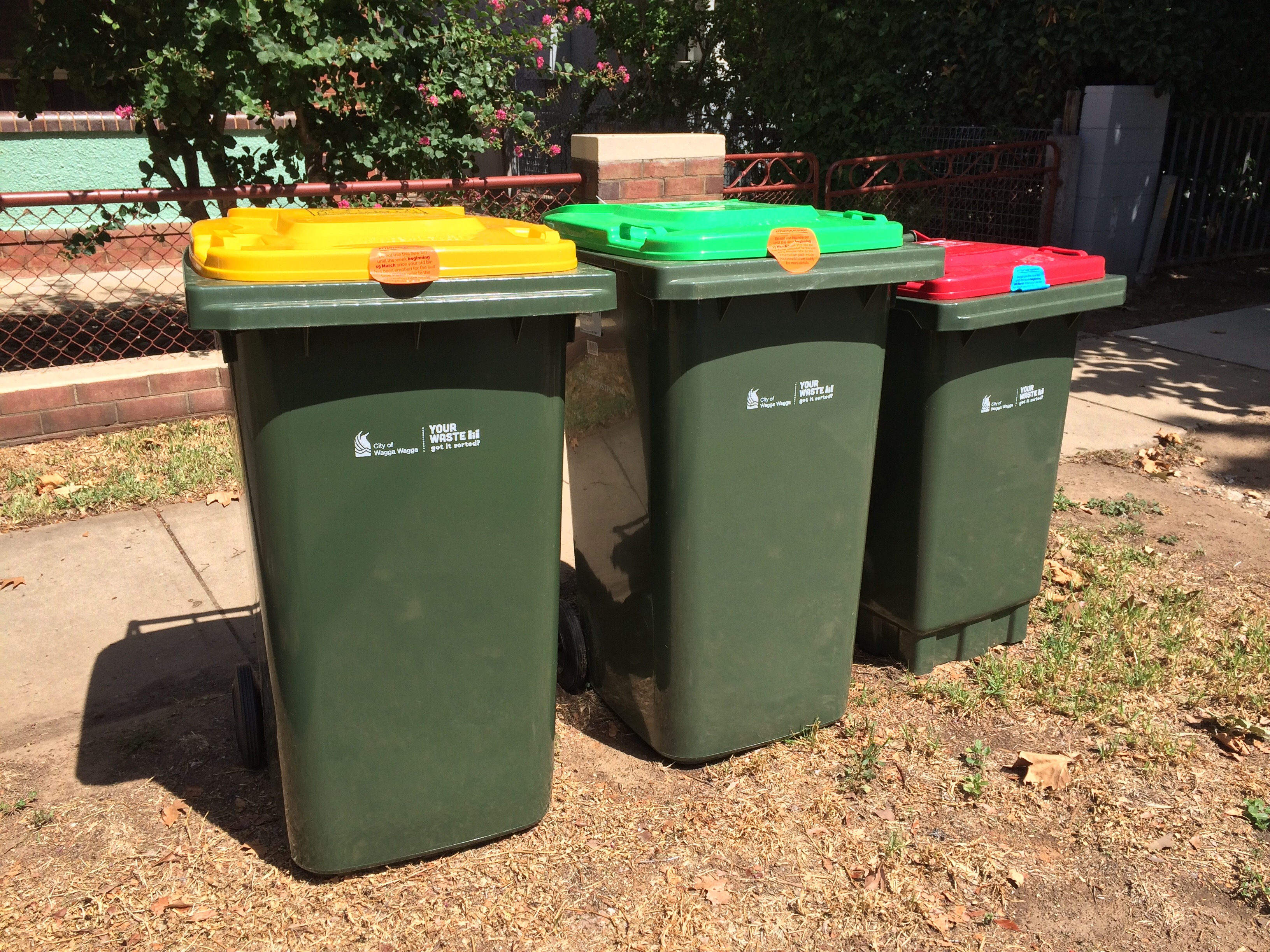
سطل بازیافت زردرنگ برای بازیافت ترکیبی، سطل سبزرنگ برای بازیافت پسماند باغی، و سطل قرمزرنگ برای زباله‌های عمومی در یک خانه در واگا واگا.

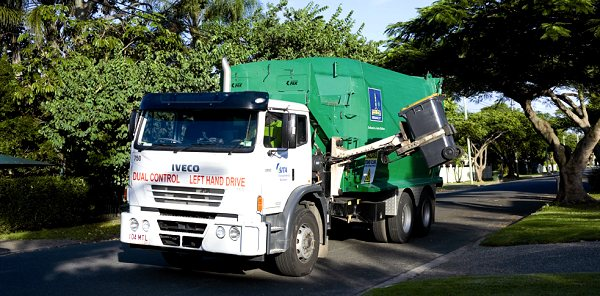
یک کامیون بازیافت در بریزبن، سال ۲۰۱۲

بازیافت در استرالیا (انگلیسی: Recycling in Australia) به سه دسته تقسیم می‌شوند: زباله‌های جامد شهری (MSW)، زباله‌های ساخت‌وساز و تخریب (C\&D) و زباله‌های تجاری و صنعتی (C\&I). بازیافت در استرالیا بخشی گسترده و جامع از مدیریت پسماند در استرالیا است، به‌طوری‌که ۶۰٪ از کل زباله‌های جمع‌آوری‌شده بازیافت می‌شوند. زباله‌های جامد شهری از خانوارها، کسب‌وکارهای تجاری، صنایع و ساخت‌وساز جمع‌آوری می‌شوند. با وجود نقش پررنگ آن، بازیافت خانگی تنها بخش کوچکی (۱۳٪) از کل بازیافت در استرالیا را تشکیل می‌دهد. این بازیافت معمولاً از طریق جمع‌آوری کنار پیاده‌رو مانند سطل بازیافت ترکیبی و سطل بازیافت مواد آلی (غذا و باغ) انجام می‌شود، همچنین شامل برنامه‌های تحویل حضوری و بازگشت محصولات و طرح‌های مختلف دیگر است. جمع‌آوری و مدیریت پسماندهای خانگی عموماً بر عهده شوراهای محلی است، در حالی‌که شرکت‌های خصوصی مسئول جمع‌آوری بازیافت تجاری، صنعتی و ساختمانی هستند. علاوه بر مقررات شوراهای محلی، قوانین و سیاست‌های کلی توسط دولت‌های ایالتی و فدرال اجرا و مدیریت می‌شود.

## تاریخچه

### تلاش‌های اولیه بازیافت (۱۹۲۰–۱۹۵۰)
پیش از جنگ جهانی دوم، دفن زباله‌های روباز و بدون نظارت و همچنین سوزاندن زباله‌ها، راه‌حلی رایج و مناسب برای مشکل پسماند در استرالیا بود. تنها ماده‌ای که ارزش کافی برای بازیافت داشت، بازیافت کاغذ بود. جمع‌آوری کاغذهای باطله از خانه‌ها و کارخانه‌ها در دهه ۱۹۲۰ در ملبورن آغاز شد و با شروع جنگ جهانی دوم، این عمل در سراسر استرالیا رایج شد. علاوه بر جمع‌آوری و بازیافت کاغذ، جنگ جهانی دوم باعث افزایش چشمگیر تقاضا برای منابعی مانند فلز، کاغذ و لاستیک جهت کمک به تلاش‌های جنگی شد. با وجود افزایش بازیافت، این شیوه‌ها پس از جنگ از رونق افتادند، زیرا بازاری پایدار برای این منابع وجود نداشت.

### موج دوم بازیافت (۱۹۷۰–۲۰۱۷)
دهه ۱۹۷۰ شاهد بازگشت بازیافت به دلیل افزایش نگرانی‌های عمومی نسبت به حفاظت از محیط زیست بود. مشابه دوره پیش از جنگ جهانی دوم، تنها محصول بازیافتی مهم، کاغذ بود؛ که ۳۰٪ از مصرف آن جمع‌آوری می‌شد. در همین دوران، مراکز بازیافت محلی در شوراهای مناطق ملبورن و سیدنی ایجاد شد که مردم می‌توانستند داوطلبانه شیشه، فلز و کاغذ را به آن‌ها تحویل دهند.
در اواخر دهه ۱۹۸۰ و اوایل دهه ۱۹۹۰، بسیاری از شوراهای محلی برنامه‌های جمع‌آوری کنارپیاده‌رو را آغاز کردند. این برنامه‌ها به خانوارهای استرالیایی این امکان را می‌داد که مواد بازیافتی مانند کاغذ و شیشه را جدا کرده و برای فرآوری ارسال کنند. در این دوره، کمپین‌های آموزشی گسترده‌ای مردم را با این شیوه نوین آشنا کردند که تا قرن ۲۱ به یک امر رایج تبدیل شده است.
یکی از این کمپین‌ها، «کار درست را انجام بده» بود؛ کمپینی تبلیغاتی بسیار موفق از سوی پاکیزه نگه‌دار استرالیا که در دهه ۱۹۸۰ اجرا شد تا مردم را نسبت به زباله‌ریزی و اهمیت بازیافت آگاه کند.
اجرای طرح‌های سپرده‌گذاری ظروف در دهه ۱۹۸۰ و ۱۹۹۰، گروه‌های محلی را تشویق کرد تا قوطی‌های آلومینیومی را برای بازیافت جمع‌آوری کنند. همچنین ناشران روزنامه‌ها توافق کردند تا هزینه جمع‌آوری کاغذهای باطله توسط شوراها را بپردازند که این امر به تأمین مالی جمع‌آوری‌های کنارپیاده‌رو کمک کرد. نرخ جمع‌آوری هر دو ماده به حدود ۶۵٪ در سراسر استرالیا رسید و میزان زباله تولیدی هر فرد به حدود ۱ تُن در سال افزایش یافت.
در اجلاس اوج زمین در ریو دو ژانیرو در سال ۱۹۹۲، استرالیا یکی از امضاکنندگان دستور کار ۲۱ بود. دستور کار ۲۱ کشورهای امضاکننده را متعهد به «کاهش پسماند، استفاده مجدد و بازیافت سازگار با محیط زیست، و دفع مناسب پسماند» می‌کرد.
برای تشویق بازیافت، ایالت‌های استرالیا از سال ۲۰۰۶ شروع به اعمال مالیات دفن زباله بیشتر کردند. این موضوع منجر به کاهش زباله‌های دفنی شد، چرا که هزینه‌های بالا (تا ۲۰۰ دلار به ازای هر تُن تا سال ۲۰۱۴ در نیو ساوت ولز) فشار زیادی بر دفن پسماند وارد کرد.
در ادامه ترجمه بخش موردنظر با حفظ ساختار ویکی‌کد ارائه می‌شود:

### پس از عملیات «شمشیر ملی» (۲۰۱۸–تاکنون)
در ۱ ژانویهٔ ۲۰۱۸، چین عملیات «عملیات شمشیر ملی» را اعلام کرد؛ عملیاتی که واردات ۲۴ دسته از مواد بازیافتی استرالیا را محدود کرد. این اقدام منجر به انباشت مقادیر زیادی مواد بازیافتی در استرالیا شد که مقصد مشخصی برای ارسال نداشتند. رئیس انجمن مدیریت پسماند و بازیابی منابع استرالیا (WMRR)، گارت لَمب، پیشنهاد داد که پروژه‌های زیرساختی از مواد بازیافتی به جای مواد خام استفاده کنند، مانند شیشه خرد شده که جایگزین شن در پروژه‌های جاده‌سازی شود. محدودیت‌های جدید چین، آستانهٔ حداکثر آلودگی مواد پذیرفته‌شده را ۰٫۵٪ تعیین کرده‌اند؛ نرخی که دستیابی به آن برای صنعت بازیافت استرالیا به دلیل سطح بالای آلودگی بسیار دشوار است. پیش از عملیات شمشیر ملی، استرالیا در سال ۲۰۱۷ حدود ۱٫۲۵ میلیون تن پسماند به چین صادر می‌کرد.

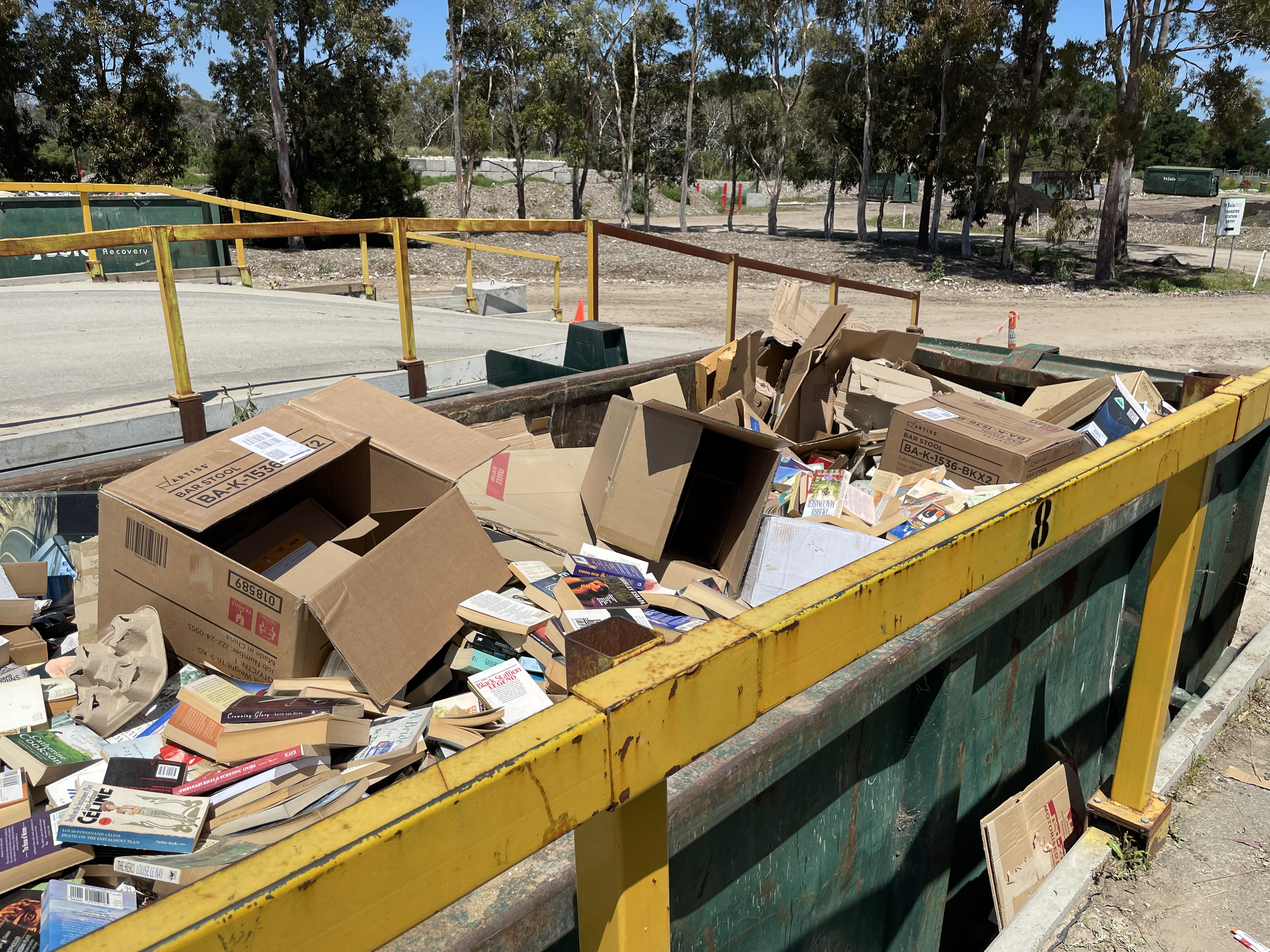
بازیافت کاغذ در مرکز بازیابی منابع تای‌اب، ویکتوریا در سال ۲۰۲۲.

برای احیای صنعت بازیافت استرالیا، مجموعه‌ای از سیاست‌ها و برنامه‌ها برای کاهش آلودگی و افزایش بازیافت پسماندها در داخل کشور راه‌اندازی شد. در کنار برنامه‌هایی که از پیش توسط استرالیای جنوبی در سال ۱۹۷۷ و قلمرو شمالی در سال ۲۰۱۲ اجرا شده بودند، طرح‌های سپرده‌گذاری ظروف در شش ایالت و قلمرو باقی‌مانده نیز تا سال ۲۰۲۳ اجرا یا برنامه‌ریزی شدند. این برنامه‌ها باعث کاهش آلودگی شدند، زیرا بطری‌ها و قوطی‌ها پیش از آمیخته شدن با سایر پسماندها جدا می‌شوند.
یک تحقیق پارلمانی دربارهٔ صنعت پسماند و بازیافت استرالیا در تاریخ ۱۳ ژوئن ۲۰۱۸ گزارش خود را منتشر کرد.
در سال ۲۰۲۰، دولت ویکتوریا بازنگری عمده‌ای در صنعت بازیافت اعلام کرد که هدف آن افزایش نرخ بازیافت و کاهش میزان پسماند دفن‌شده در محل‌های دفن زباله بود. این بازنگری شامل اجرای طرح سپرده‌گذاری ظروف تا نوامبر ۲۰۲۳، راه‌اندازی سیستم بازیافت شیشه خانگی تا سال ۲۰۲۷، استانداردسازی رنگ درپوش سطل‌ها، و الزامی شدن داشتن سطل پسماند غذایی و باغچه‌ای (FOGO) برای هر خانه تا سال ۲۰۳۰ بود.

## مشوق‌ها

### هزینه‌ها
برای ترغیب مردم به بازیافت، شوراهای محلی تخفیف‌های قابل‌توجهی ارائه می‌دهند یا سطل بازیافت خانگی را رایگان در اختیار خانوارها قرار می‌دهند. در مقابل، استفاده از سطل پسماند غذایی و باغچه‌ای مشمول پرداخت هزینه است، هرچند معمولاً با تخفیف همراه است. این مشوق‌ها باعث می‌شوند بازیافت گزینه‌ای عملی برای خانوارها باشد، چرا که هزینه کم یا حتی رایگان دارد.

### آموزش
کارزارهای تبلیغاتی با هدف آموزش عمومی دربارهٔ نحوه صحیح بازیافت، برچسب‌گذاری یکپارچه محصولات (برچسب بازیافت استرالازیایی)، و رویدادهایی مانند «هفته ملی بازیافت» به میزبانی Planet Ark در افزایش آگاهی عمومی پیرامون مسائل مرتبط با بازیافت و روش‌های درست تفکیک زباله نقش مؤثری دارند.

#### بازیافت خانگی
بازیافت خانگی در استرالیا معمولاً از طریق سامانه جمع‌آوری کنار خیابان و سطل‌هایی با درب‌های رنگی انجام می‌شود که هر رنگ نمایانگر نوع خاصی از زباله است. در اکثر ایالت‌ها و قلمروهای استرالیا، در قرمز برای زباله‌های دفنی، در زرد برای بازیافت، و در سبز برای پسماندهای باغ و غذا استفاده می‌شود. در برخی شوراهای محلی نیو ساوت ولز، در آبی برای بازیافت کاغذ و مقوا و در ویکتوریا (استرالیا) نیز در بنفش برای بازیافت شیشه در حال گسترش است.
در سال ۲۰۱۸–۱۹، ۶۳٪ از کل زباله‌های تولید شده در استرالیا بازیافت یا بازپردازش شد. در سال‌های ۲۰۱۶–۱۷، ۴۶٪ از زباله‌های جامد شهری (MSW) بازیافت شد.

#### بازیافت (سطل با در زرد)
بازیافت در استرالیا تحت نظارت شوراهای محلی انجام می‌شود و هر شورا قوانین خاص خود را دربارهٔ اقلام قابل بازیافت دارد. با این حال، اقلام زیر معمولاً در سطل‌های بازیافت قرار می‌گیرند:
- قوطی‌ها و ظروف آلومینیومی
- بطری‌ها و شیشه‌های شفاف
- کاغذ، کارتن، و مقوا
- بطری‌ها و ظروف پلاستیکی
- قوطی‌ها و اسپری‌های فولادی

#### فلزات
فلزات جمع‌آوری‌شده در بازیافت خانگی شامل آلومینیوم و فولاد هستند که بسته به میزان آلودگی، کیفیت فرایند و ویژگی‌های فلز، قابلیت تبدیل به محصولات جدید را دارند.
آلومینیوم می‌تواند به محصولات فلزی مصرفی جدید مانند قوطی، فویل و سینی تبدیل شود و همچنین در صنایع هواپیماسازی و لوازم الکترونیکی مصرفی کاربرد دارد. آلومینیوم به دلیل ویژگی‌های خاص و ارزش بالای آن، قابلیت بازیافت نامحدود دارد.
نرخ بازیافت بسته‌بندی‌های آلومینیومی در استرالیا بین ۴۴ تا ۶۶٪ است که عمدتاً در داخل کشور فرآوری می‌شوند.
فولاد نیز که بیشتر در بسته‌بندی غذا، قوطی‌های رنگ و اسپری استفاده می‌شود، قابلیت بازیافت از طریق جمع‌آوری کنار خیابان را دارد. فولاد بازیافتی می‌تواند برای ساخت بسته‌بندی‌های غذایی، ریل قطار، قطعات خودرو و مصالح ساختمانی استفاده شود. نرخ بازیافت فولاد در سال ۲۰۱۸ حدود ۵۶٪ بود.

#### شیشه
بازیافت شیشه در استرالیا رایج است و نرخ بازیافت آن حدود ۴۶٪ است. فرایند بازیافت شیشه معمولاً در داخل کشور و توسط شرکت‌هایی مانند Visy و O–I Asia انجام می‌شود. در این فرایند، محصولات شیشه‌ای پس از تفکیک و ذوب، به محصولات جدید، شن صنعتی، یا مصالح ساختمانی برای پروژه‌های جاده‌ای تبدیل می‌شوند.
در سال ۲۰۲۰، دولت ویکتوریا اعلام کرد که هر خانوار این ایالت تا سال ۲۰۲۷ سطل بازیافت شیشه با در بنفش دریافت خواهد کرد. این اقدام به منظور کاهش آلودگی در سطل‌های زرد و افزایش نرخ بازیافت انجام شده است.

#### کاغذ، مقوا و کارتن
کیفیت کاغذ و مقوا با ادامه فرایند بازیافت، به مرور زمان کاهش می‌یابد. این بدان معناست که معمولاً محصول نهایی پس از بازیافت، کیفیتی پایین‌تر از محصول اولیه ویرجین دارد. در سال ۲۰۲۲، بخش عمده‌ای از کاغذ و مقوای استرالیا عمدتاً در داخل کشور بازیافت می‌شود. پیش از عملیات Operation National Sword در سال ۲۰۱۸، حدود ۵۵٪ از زباله‌های کاغذ و مقوای استرالیا در داخل کشور بازیافت می‌شد و ۲۸٪ نیز به چین صادر شده و در آنجا بازیافت می‌گردید.
استرالیا همچنین دارای تأسیسات متعددی برای بازیافت کارتن (مانند تتراپک) می‌باشد.

#### پلاستیک
پلاستیک‌هایی که معمولاً در سطل‌های بازیافت کنار خیابان پذیرفته می‌شوند شامل پلی‌اتیلن ترفتالات، پلی‌اتیلن چگالی بالا و پلی‌پروپیلن هستند.
| نام پلاستیک         | کد رزین SPI | نمونه اقلام                                                               |
| ------------------- | ----------- | ------------------------------------------------------------------------- |
| پلی‌اتیلن ترفتالات   | ۱           | بطری‌های آب، آب‌میوه و نوشابه، شیشه‌ها و درپوش بطری‌ها                        |
| پلی‌اتیلن چگالی بالا | ۲           | بطری‌های شامپو و مواد شوینده                                               |
| پلی‌پروپیلن          | ۵           | ظروف ماست، ظروف غذای بیرون‌بر، لیوان و بشقاب یک‌بار مصرف، گلدان‌های پلاستیکی |

سایر پلاستیک‌ها مانند پلی‌وینیل کلراید، نوع ۴، پلی‌استایرن و بازیافت پلاستیک همیشه از طریق جمع‌آوری کنار خیابان قابل بازیافت نیستند. نوع ۶ (پلی‌استایرن) را می‌توان به ایستگاه‌های انتقال تحت مدیریت شهرداری تحویل داد تا بازیافت شود. نوع ۴ (پلی‌اتیلن با چگالی پایین) تا سال ۲۰۲۲ از طریق نقاط جمع‌آوری REDcycle در سوپرمارکت‌ها قابل بازیافت بود.
آلودگی پلاستیک را می‌توان به روش‌های مختلفی پردازش مجدد کرد تا دوباره به محصولات متنوعی مانند بطری، سطل، کیسه یا لوله تبدیل شود. پیش از معرفی عملیات Operation National Sword در سال ۲۰۱۸، حدود ۷۱٪ از صادرات زباله‌های کاغذی و پلاستیکی استرالیا به چین می‌رفت. پس از آغاز این عملیات، این رقم به شدت کاهش یافت، به طوری که در سال مالی کامل ۲۰۱۷–۱۸ فقط ۱۶٪ از ضایعات پلاستیکی مخلوط به چین صادر شد. این میزان در ژوئن ۲۰۱۸ حتی به ۸٪ کاهش یافت.
با وجود چالش‌هایی مانند فروپاشی برنامه REDcycle, صنعت بازیافت پلاستیک در استرالیا به لطف مشوق‌های دولتی، محدودیت‌های صادراتی و همکاری‌های فروشگاهی. در حال احیاست.